# Lucas Tocantins
Lucas Costa da Silva, mais conhecido apenas como Lucas Tocantins (São Geraldo do Araguaia, 25 de julho de 1994), é um futebolista brasileiro que atua como ponta-esquerda. Atualmente joga no São Bernardo.

## Carreira

### Botafogo-SP
Nascido em São Geraldo do Araguaia, Pará, Lucas Tocantins se mudou aos 6 anos para a cidade de Talismã, Tocantins. Lucas Tocantins começou a jogar futebol com 16 anos, nas categorias de base do Botafogo de Ribeirão Preto. Atuando profissionalmente pela primeira vez em 2012, aos 18 anos.

### Atlético Paranaense
Após breves passagens no Diadema, Ivinhema e no Maringá, em 16 de dezembro de 2015, foi acertada a contratação de Lucas Tocantins ao sub-23 do Atlético Paranaense por um contrato até o final da temporada.

### Retorno ao Ivinhema
Em 2 de fevereiro de 2017, Lucas Tocantins retornou ao Ivinhema para a disputa do Campeonato Sul-Mato-Grossense de 2017, aonde foi rebaixado.

### FC Cascavel
Em meados de 2017, Lucas Tocantins foi anunciado como novo reforço do FC Cascavel. Fez sua estreia pelo clube paranaense em 21 de janeiro de 2018, atuando como substituto em uma derrota por 1 a 0 fora de casa para o Toledo, pelo Campeonato Paranaense de 2018. Seu primeiro gol aconteceu em 24 de janeiro, marcando o segundo gol em uma vitória em casa por 2 a 0 sobre o Prudentópolis.
Na sua primeira passagem pelo FC Cascavel, fez 23 jogos e marcou 4 gols.

### Rio Claro
Em meados de 2018, Lucas Tocantins foi emprestado ao Rio Claro até o fim do ano. Sua primeira partida aconteceu em 8 de setembro, em uma vitória fora de casa por 2 a 0 sobre a Inter de Limeira, aonde marcou também seu primeiro gol, pela Copa Paulista de 2018. Pelo Rio Claro, fez 7 partidas e marcou 3 gols.

### Retorno ao FC Cascavel
Após um curto desempenho no Rio Claro, Lucas Tocantins retornou ao FC Cascavel em 2019. Sua reestreia pelo clube aconteceu em 27 de janeiro, quando sua equipe venceu fora de casa o Londrina por 3 a 1, inclusive marcando o terceiro gol da vitória, pelo Campeonato Paranaense de 2019.
Tocantins foi muito aclamado pela torcida aurinegra e carregou um saldo de quatro gols em oito jogos do Campeonato Paranaense de 2019, sendo um dos artilheiros da competição.

### Coritiba
Em 9 de abril de 2019, após ser destaque do Campeonato Paranaense de 2019 pelo FC Cascavel, Lucas Tocantins foi emprestado ao Coritiba até o final do ano. Sua estreia aconteceu em 29 de abril, quando entrou como substituto em uma vitória em casa por 2 a 0 sobre a Ponte Preta, pela Série B de 2019. Mas não se destacou na equipe alviverde paranaense, chegou a participar de umas partidas da equipe sub-23 no Campeonato Brasileiro de Aspirantes de 2019.
Pelo Coritiba, Lucas Tocantins jogou apenas 5 partidas e marcou nenhum gol.

### Segundo retorno ao FC Cascavel
Em 3 de dezembro de 2019, Lucas Tocantins decidiu não renovar com o Coritiba e retornou ao FC Cascavel. Sua reestreia aconteceu em 19 de janeiro de 2020, em uma derrota fora de casa para o seu ex-clube Coritiba por 2 a 1, pelo Campeonato Paranaense de 2020. Seus dois primeiros gols após sua reestreia aconteceram em 2 de fevereiro, em uma vitória fora de casa por 3 a 1 contra o PSTC.
Na sua terceira passagem pelo FC Cascavel, Lucas fez 12 partidas e marcou 6 gols e se tornando um dos maiores artilheiro da históriado clube, aonde também foi artilheiro pelo Campeonato Paranaense de 2020.

### Chapecoense
Em 7 de agosto de 2020, foi oficializada a contratação de Lucas Tocantins para a Chapecoense, com o vínculo com o clube alviverde foi firmado até dezembro de 2021. Sua estreia pelo clube aconteceu em 16 de agosto, aonde entrou como titular em uma vitória em casa por 1 a 0 sobre o Sampaio Corrêa, pela Série B de 2020.
Seu primeiro gol pelo clube catarinense aconteceu em 20 de outubro, em uma goleada fora de casa por 5 a 0 sobre a Ponte Preta, marcando o último gol do clube no jogo. Pela Chapecoense, foi campeão do Campeonato Catarinense e da Série B de 2020, fazendo 15 partidas e marcando apenas um gol.

### Remo
Em 9 de março de 2021, a contratação de Lucas Tocantins pelo Remo foi oficializada, por um contrato até o final da temporada.

## Títulos
Maringá
- Taça FPF: 2015

FC Cascavel
- Campeonato do Interior Paranaense: 2020

Chapecoense
- Campeonato Catarinense: 2020
- Campeonato Brasileiro - Série B: 2020

Remo
- Copa Verde: 2021

### Individuais
- Artilheiro do Campeonato Paranaense: 2020 - (6 gols)